# سفين نيبهالز
سفين نيبهالز (بالألمانية: Sven Knipphals) مواليد 20 سبتمبر 1985 في هانوفر، ألمانيا الغربية، هو عداء ألماني متخصص في الجري السريع.

## سجل المنافسة
| العام        | المسابقة                       | المكان       | المركز       | حدث           | ملاحظة       |
| يمثل ألمانيا | يمثل ألمانيا                   | يمثل ألمانيا | يمثل ألمانيا | يمثل ألمانيا  | يمثل ألمانيا |
| ------------ | ------------------------------ | ------------ | ------------ | ------------- | ------------ |
| 2012         | بطولة أوروبا لألعاب القوى 2012 | هلسنكي       | 12           | 200 م         | 20.92        |
| 2013         | بطولة العالم لألعاب القوى 2013 | موسكو        | 4            | 4×100 م تتابع | 38.04        |
| 2014         | بطولة أوروبا لألعاب القوى 2014 | زيورخ        | 12           | 100 م         | 10.37        |
| 2014         | بطولة أوروبا لألعاب القوى 2014 | زيورخ        | 2            | 4×100 م تتابع | 38.09        |
| 2015         | بطولة العالم لألعاب القوى 2015 | بكين         | 37           | 100 م         | 10.31        |
| 2015         | بطولة العالم لألعاب القوى 2015 | بكين         | 4            |               | 38.15        |

## روابط خارجية
- سفين نيبهالز على موقع الاتحاد الدولي لألعاب القوى (الإنجليزية)
- سفين نيبهالز على موقع الاتحاد الألماني لألعاب القوى (الألمانية)
- سفين نيبهالز على موقع الدوري الماسي (الإنجليزية)
- سفين نيبهالز على موقع أوليمبيديا (الإنجليزية)
- سفين نيبهالز على موقع اللجنة الأولمبية الألمانية (الألمانية)